# Atheris hispida
Atheris hispida este o specie de șerpi din genul Atheris, familia Viperidae, descrisă de Laurent 1955. Conform Catalogue of Life specia Atheris hispida nu are subspecii cunoscute.